# マヌエル・カストロ
マヌエル・カストロ（Manuel Castro、1995年9月27日 - ）は、ウルグアイ出身のプロサッカー選手。ポジションはMF。FCフアレス所属。

## 経歴
モンテビデオ・ワンダラーズFCでキャリアをスタート。2014-15シーズンよりトップチームに昇格し、2014年12月6日のスド・アメリカ戦でトップチームデビューを果たした。2016年9月のナシオナル・モンテビデオ戦でプロ初ゴールを決めた。
2019年1月4日、アルゼンチンのエストゥディアンテス・デ・ラ・プラタに加入、3年契約を結んだ。
2020年2月、6か月間の契約でメジャーリーグサッカーのアトランタ・ユナイテッドFCにレンタル移籍することが発表された。